# Hugo Del Castillo
Hugo Xavier Del Castillo Palomino (Lima, 12 de febrero de 1997), es un atleta peruano, quien desde el 2012 compite profesionalmente representando al Perú en Taekwondo en la modalidad de Poomsae. Desde entonces, todas las medallas obtenidas en competiciones oficiales fueron representando al Perú. En el 2014 obtuvo medalla de Oro en el Campeonato Panamericano de Taekwondo Poomsae en la categoría Juvenil.  Ese mismo año obtuvo la medalla de plata en el "9° Campeonato Mundial de Taekwondo Juvenil Poomsae" consagrándose Subcampeón mundial de Taekwondo Poomsae.
En el 2019 participó en los Juegos Panamericanos de 2019 donde obtuvo medalla de plata. Después en el 2021 obtuvo el tercer puesto en el “Online 2021 World Taekwondo Poomsae Open Challenge III”, el cual abrió las puertas a su participación al “Challenge IV WT” durante el mismo año. En el 2022 participó en los Juegos Bolivarianos y Juegos Suramericanos donde obtuvo medallas de oro en ambas competencias.

## Biografía
Hugo Del Castillo Palomino nació el 12 de febrero de 1997 en Lima era el segundo hijo de 2 hermanos. A los 10 años de edad, encontró un arte marcial cuya singular mística y disciplina llamaron su atención. Además, sintió que desarrollaría capacidades como elasticidad, potencia y fuerza. De esta forma se iniciaría en el Taekwondo.
En el 2011 tras quedar segundo en un Campeonato, logra entrar a la preselección nacional. Durante ese año fue entrenado por el campeón mundial de taekwondo (Se Hoon Jang) y representó al Perú en el  Campeonato Panamericano de Taekwondo Sucre 2012 en Bolivia y en el Mundial de Poomsae en Colombia durante el 2012. De esta manera se incorpora a la Selección nacional de Taekwondo.
Por otro lado en el 2013 tras presenciar un accidente automovilístico, decidió dedicarse a la Medicina. En el 2014 ingresó a la carrera de medicina en la Facultad de Ciencias de la salud de la Universidad Peruana de Ciencias Aplicadas (UPC). Mediante una organización y disciplina obtenida por el taekwondo, Del Castillo llevó ambas áreas con buenos resultados. En el 2022 se graduó como médico y actualmente ejerce la profesión.

## Trayectoria
Tras su incorporación en la selección Nacional de Taekwondo, Hugo Del Castillo participó en campeonatos oficiales de taekwondo representando al Perú desde los 15 años. 

#### 2014: Primer título Mundial en México
En julio del 2014 consiguió la medalla de plata convirtiéndose en Subcampeón mundial de Taekwondo juvenil Poomsae.

#### 2019: Medalla en los Juegos Panamericanos en Perú
En el 2019 se incorporó por primera vez en los Juegos Panamericanos de Lima 2019 el Taekwondo Poomsae y contó con categorías individuales, parejas y equipos. Todas las categorías estuvieron conformadas por hombres y mujeres. Del Castillo se convirtió en el primer peruano quien ocupó un podio (medalla de plata) en esta modalidad, con un puntaje total de 7.49. El medallero de la categoría masculino estuvo conformado por Estados Unidos, Perú, México y Canadá.

#### 2021: Competencia Mundial en Internet
El taekwondista peruano obtuvo la medalla de bronce con un puntaje de 7.44 en el WT Open Challenge, enfrentándose a competidores en su gran mayoría de procedencia coreana. Si bien logró un empate con el coreano Lee Geunyoung, éste por criterios de presentación se quedó con la medalla de plata.

#### 2022: Oro en los Juegos Bolivarianos y Juegos Sudamericanos
Durante el 2022 en el mes de julio se celebraron los XIX Juegos Bolivarianos Valledupar en Colombia, donde el peruano obtuvo la medalla de oro. Compartió podio junto a Colombia y Ecuador. Asimismo en octubre participó en los  XII Juegos Suramericanos Asunción 2022, competencia en la cual por primera vez se incluyó a la modalidad de poomsae. Representando a Perú,  Hugo ganó la medalla de oro con un puntaje de 7.50.

#### 2023: Medalla en los Juegos Panamericanos en Chile
En octubre del 2023 se realizó los  XIX Juegos Panamericanos de Santiago 2023  en Chile. Del Castillo logró un empate con el puertorriqueño Luis Colón, obteniendo la medalla de bronce. Este resultado lo convierte en el único taekwondista del Perú en haber obtenido 2 medallas de Juegos Panamericanos consecutivamente.

## Palmarés deportivo
| Año  | Competición                                            | Lugar          | Puesto | Modalidad             | Tiempo/puntaje | Notas | Ref.   |
| ---- | ------------------------------------------------------ | -------------- | ------ | --------------------- | -------------- | ----- | ------ |
| 2012 | 2° Campeonato Panamericano de Poomsae                  | Bolivia        | 3.º    | Poomsae               |                |       | [ 6 ]  |
| 2014 | 9° Campeonato Mundial de Taekwondo Poomsae             | Aguascalientes | 2.º    | Poomsae               | 8.52           |       | [ 15 ] |
| 2019 | Juegos Panamericanos 2019                              | Lima           | 2.º    | Poomsae               | 7.49           |       |        |
| 2019 | Juegos Panamericanos 2019                              | Lima           | 6.º    | Poomsae Equipos mixto | 7.01           |       |        |
| 2021 | Online 2021 World Taekwondo Poomsae Open Challenge III | Corea          | 3°     | Poomsae               | 7.44           |       | [ 16 ] |
| 2022 | XIX Juegos Bolivarianos                                | Valledupar     | 1.º    | Poomsae               | 7.5            |       |        |
| 2022 | XIX Juegos Bolivarianos                                | Valledupar     | 3°     | Poomsae Equipos mixto | 6.93           |       |        |
| 2022 | XII Juegos Suramericanos                               | Asunción       | 1.º    | Poomsae               | 7.5            |       |        |
| 2022 | XII Juegos Suramericanos                               | Asunción       | 3°     | Poomsae Equipos mixto | 6.37           |       |        |
| 2023 | Juegos Panamericanos 2023                              | Santiago       | 3°     | Poomsae               | 7.63           |       | [ 17 ] |